# 禁断の肉体改造
『禁断の肉体改造』（きんだんのにくたいかいぞう、Juiced : Wild Times, Rampant 'Roids, Smash Hits, and How Baseball Got Big、ジュースド）は、2005年2月14日に出版された元MLB選手のホセ・カンセコによる自伝であり、現役時代の自身やチームメイトが筋肉増強剤のアナボリックステロイドを使用していたことを告白した暴露本である。

## 概要
自身の半生を書き綴った自伝としてアナボリックステロイドの話題のみならず、結婚や娘の話、2001年に双子の兄のオジー・カンセコとともにナイトクラブで起こした乱闘騒ぎを含む野球外での個人的な経験についても取り上げている。
元チームメイトのマーク・マグワイア、ジェイソン・ジアンビ、ラファエル・パルメイロ、イバン・ロドリゲス、フアン・ゴンザレスがステロイドを使用しているところを目撃したことがあると実名で挙げ、大きな波紋を引き起こした。
2003年6月にドーピング検査で陽性反応が出たことについては、この頃には世間からの風当たりが強まり、MLBも信用が欲しかったので、「ステロイドの首領」であった自分が生贄として差し出されたのだと主張している。
「専門医師の注視のもと、正しい医療知識を持ち、適量であれば、ステロイドの服用は安全だし、有益である。いずれ、知識や情報が多くの人に認知されるようになれば、野球は今よりも刺激的で面白いものになるだろう。アンチエイジング作用があり、肉体を若返らせることが出来た。自身は怪我の治療や他の目的では無く、より良いプレイヤーになるために使用していた」と語っている。

## ステロイド以外の内容
- マドンナに誘惑され、一時期不倫していた。
- 高速道路を走行していた元妻エッサーの車に自分の車をぶつけたのはわざとでは無い。
- メジャーリーガーの間では不倫が当たり前で、チームの遠征先での女性関係はある種の「文化」として存在していた。チームメイトの妻との不倫に至ったメジャーリーガーも存在していた。
  - ロジャー・クレメンスは知っている野球選手の中では非常に数少ない、浮気をしない愛妻家（しかし実際には、当書籍出版から3年後の2008年、クレメンスと歌手・ミンディ・マクレディとの10年以上にわたる過去の不倫関係が発覚している）
- クレメンスなどストライクゾーンが「広い」投手は、審判と仲良くしていて、選手が会員権を持っている名門ゴルフコースやレストランに無料で招待したり、オフシーズンに審判が主催するチャリティイベント（といいつつ寄付金を自分の懐に入れる審判がいる）にノーギャラで協力して、ゲーム中に「恩返し」してもらっている[2]。
- 自分がメジャーに昇格したころはグリーニー（錠剤などで経口摂取するフェタミン系の興奮剤、覚醒剤の成分に近い）を摂取している選手が多く、10人いれば8人がやっていた[3]。
- 40ヤード走を3.9秒でクリアした（事実であれば最速記録よりも速い）。